# Dolina Jaworzynka Bielska

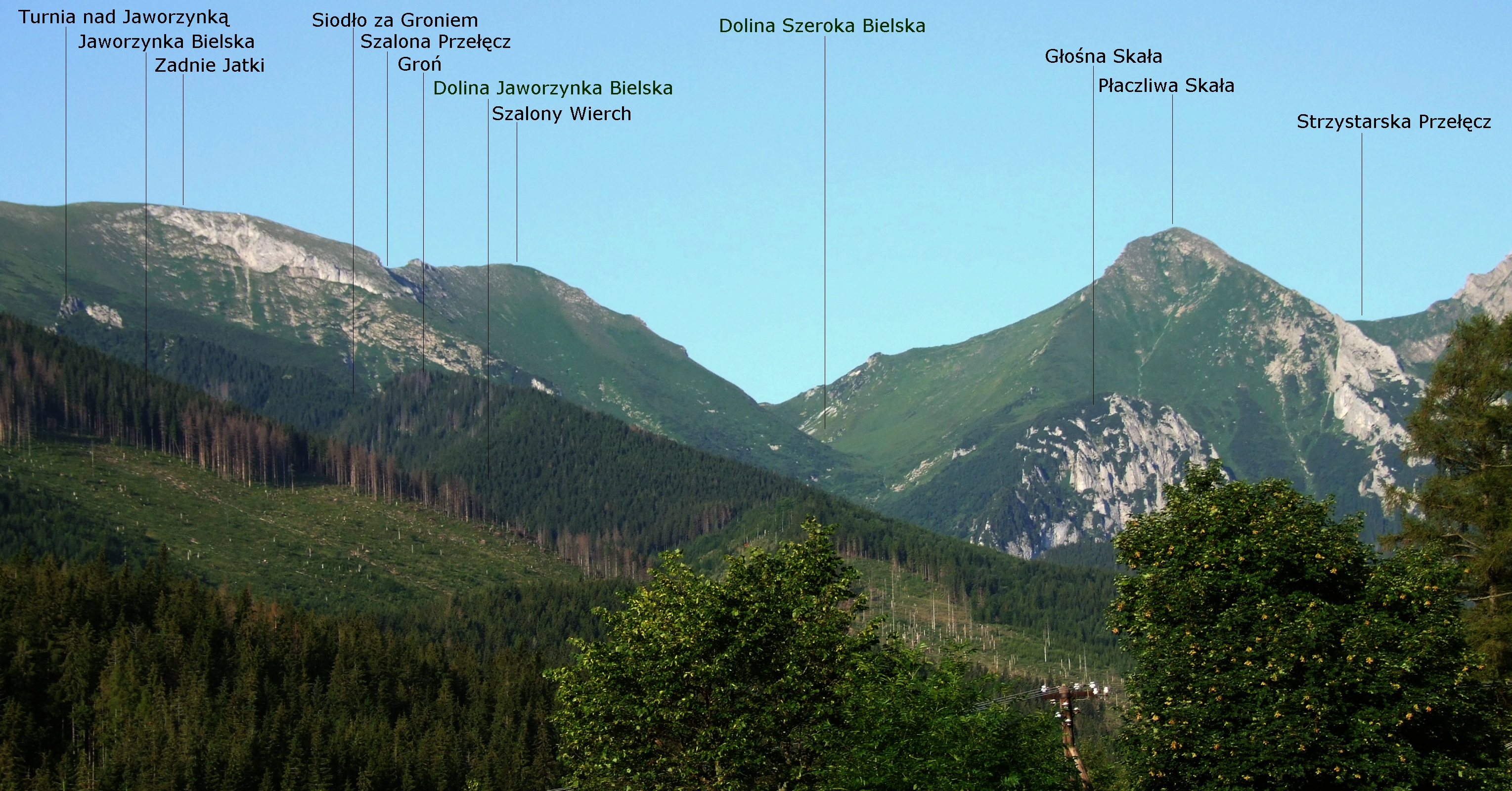
Widok ze Zdziaru

Jaworzynka Bielska, czasami nazywana też Małą Jaworzynką (niem. Kleines Ahorntal, słow. Dolina Javorinka, węg. Kis-Jávor-völgy) – dolina na północnej stronie słowackich Tatr Bielskich, ostatnia na wschód boczna odnoga Doliny Bielskiego Potoku. Znajduje się pomiędzy Doliną Kępy a Doliną pod Koszary. Ma długość ok. 2 km i nie podchodzi pod główną grań Tatr Bielskich. Jej górny koniec znajduje się pod Turnią nad Jaworzynką, skąd dolina opada w północno-wschodnim kierunku i ma dość kręty przebieg. Jej ograniczenie tworzą dwa ramiona tej turni:
- północno-zachodnie: Siodło za Groniem, Groń i Jaworzyński Przechód
- północno-wschodnie: Przełęcz pod Koszarzyskiem, Jaworzynka Bielska[3].

Na wysokości ok. 870 m dolina uchodzi do Mąkowej Doliny, tuż powyżej ujścia tej ostatniej do Doliny Zdziarskiej.
Dolinę porasta las. Nazwa doliny pochodzi zapewne od rosnących tutaj dawniej jaworów, w Tatrach jest wiele miejsc o nazwie Jaworzynka. Obecnie jednak rośnie tutaj zmieniony w wyniku działalności człowieka wtórny las świerkowy, w którym nie ma już tych drzew. Dnem doliny spływa Jaworzyński Potok. W dolinie można wyróżnić 3 piętra. Najniższa część o przebiegu wschód-zachód to głęboko wcięty parów o bardzo stromych zboczach. Część środkowa to rówień zwana Pławiskiem. Górna część doliny pod Turnią nad Jaworzynką to wąski i coraz bardziej stromy żleb.
Dawniej Jaworzynka była wypasana, należała do miasta Biała Spiska. Na Pławisku stał szałas, stąd też pasterze przepędzali owce na wypas do sąsiedniej Doliny Kępy. W miejscowej gwarze pławiskiem nazywano miejsce, do którego zimą nanoszone były przez śnieg gałęzie, kora, suche drzewa itd. Obecnie dolina znajduje się na obszarze ochrony ścisłej TANAP-u i jest niedostępna turystycznie.